# Жаманжол
Жаманжол (каз. Жаманжол) — село в Абайском районе Карагандинской области Казахстана. Входит в состав Кулайгырского сельского округа. Код КАТО — 353261200.

## Население
В 1999 году население села составляло 260 человек (133 мужчины и 127 женщин). По данным переписи 2009 года, в селе проживало 168 человек (86 мужчин и 82 женщины).